# 교향곡 제1번 (번스타인)
《교향곡 1번》"예례미야"은 레너드 번스타인이 1942년에 작곡한 교향곡이다. 이 작품은 1944년 미국 뉴욕 음악 비평가 서클 상을 수상했다.
1. ↑  “Timeline | About | Leonard Bernstein”. 2022년 5월 3일에 확인함.
2. ↑  “New York Film Critics Circle Awards (1944)”. 2022년 5월 3일에 확인함.